# Heteropoda nyalama
Heteropoda nyalama is een spinnensoort uit de familie jachtkrabspinnen (Sparassidae). De soort komt voor in China. 